# سجيع (اسم)
سجيع هو اسم علم مذكر من أصل عربي، ومعناه هو صيغة مبالغة من ساجع، الخطيب الذي يكثر من السجع في كلامه، ويوازن بين جمله، وسجعت الحمامة هدرت ورددت صوتها.

## وصلات خارجية
- موسوعة السلطان قابوس لأسماء العرب نسخة محفوظة 5 أبريل 2019 على موقع واي باك مشين.